# Lannoy
Pour les articles homonymes, voir Lannoy (homonymie).
Lannoy est une commune française située dans le département du Nord en région Hauts-de-France. Elle fait partie de la Métropole européenne de Lille.
En 2017, la commune est la troisième plus petite commune de France en superficie, mais aussi l'une des plus densément peuplées.

## Géographie

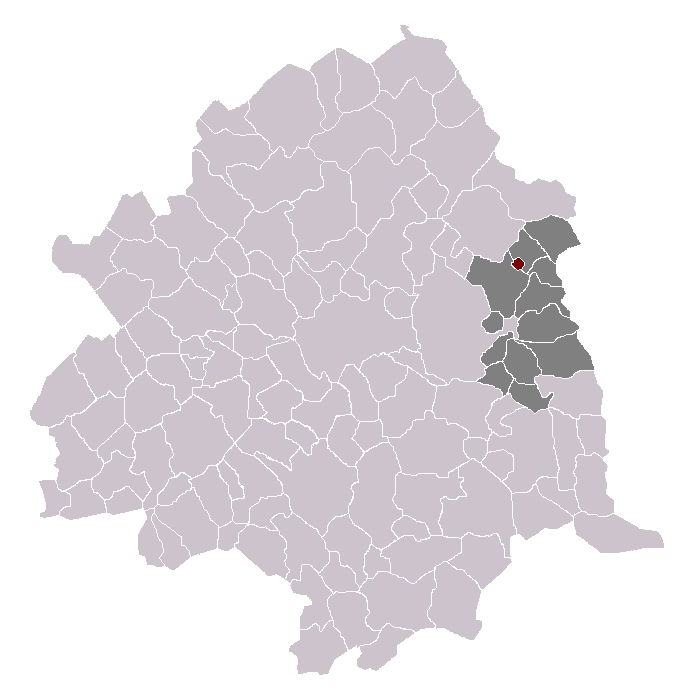
Lannoy dans son canton et son arrondissement

### Situation
Lannoy se situe sur la plaine du Ferrain.
Lannoy est l'une des plus petites communes de France en superficie. En effet en 2015, la commune ne couvre que 18 hectares et comptait 1 791 habitants au dernier recensement de 2022, soit une densité de 9 874 habitants par kilomètre carré : elle se classe ainsi en 41e position des communes de France par sa densité, mais n'arrive qu'en 36655e par sa surface.
L'ancien Canton de Lannoy comportait les communes de Anstaing, Baisieux, Chéreng, Forest-sur-Marque, Gruson, Hem, Lannoy, Leers, Lys-lez-Lannoy, Sailly-lez-Lannoy, Toufflers, Tressin, Willems. Depuis 2014 la commune est rattachée au Canton de Croix.

### Communes limitrophes
|     |        | Lys-lez-Lannoy |
|     | Lannoy |                |
| Hem |        |                |

Les communes limitrophes sont  Hem et Lys-lez-Lannoy.

### Géologie et relief
La superficie de la commune est de 18 hectares ; son altitude varie de 28  à   32 mètres

### Hydrographie
La commune est située dans le bassin Artois-Picardie. Elle n'est drainée par aucun cours d'eau,.

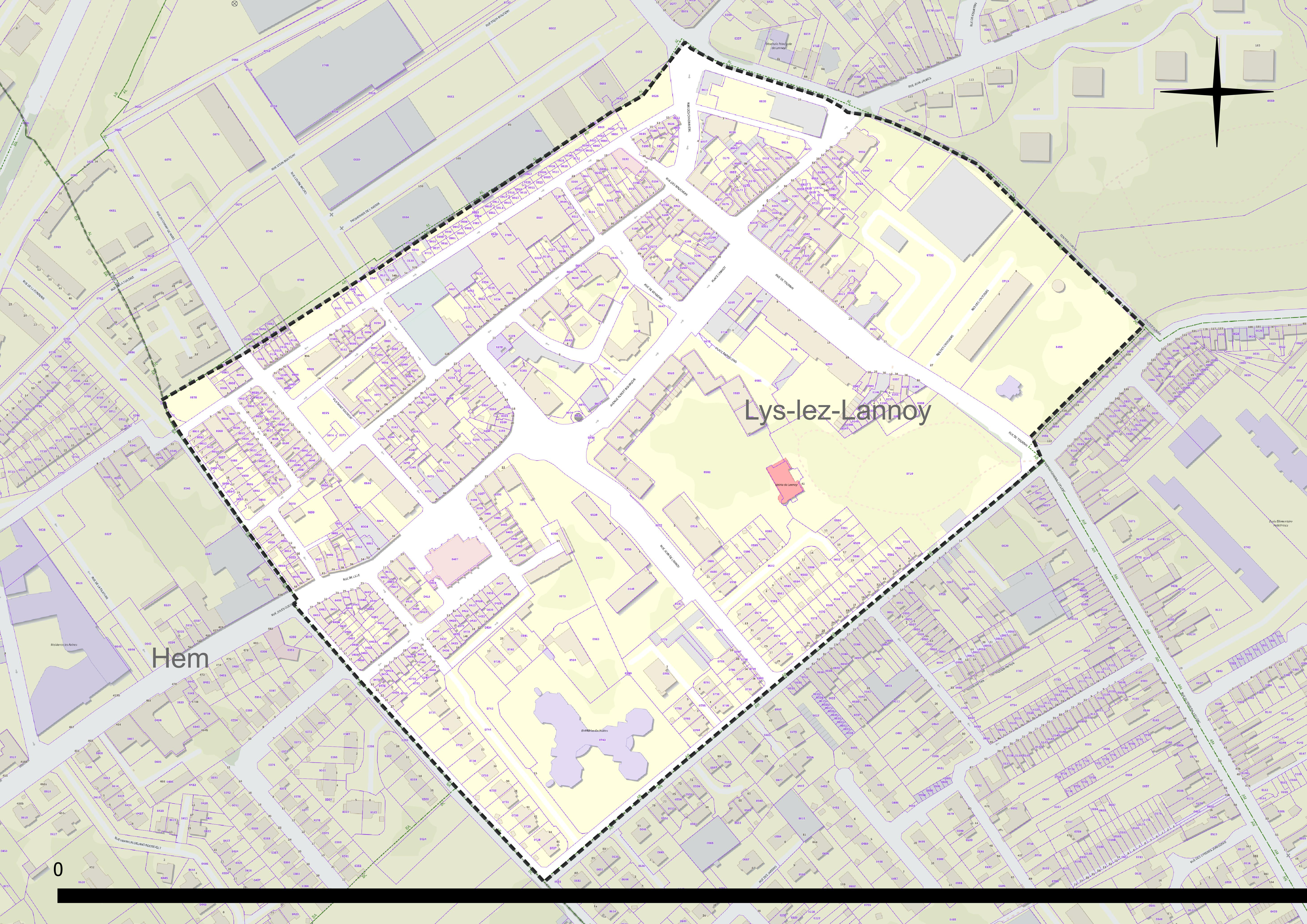
Réseau hydrographique de Lannoy.

### Climat
Pour des articles plus généraux, voir Climat des Hauts-de-France et Climat du Nord.
En 2010, le climat de la commune est de type climat océanique dégradé des plaines du Centre et du Nord, selon une étude du CNRS s'appuyant sur une série de données couvrant la période 1971-2000. En 2020, Météo-France publie une typologie des climats de la France métropolitaine dans laquelle la commune est exposée à un climat océanique et est dans la région climatique  Nord-est du bassin Parisien, caractérisée par un ensoleillement médiocre, une pluviométrie moyenne régulièrement répartie au cours de l'année et un hiver froid (3 °C). 
Pour la période 1971-2000, la température annuelle moyenne est de 10,6 °C, avec une amplitude thermique annuelle de 14,4 °C. Le cumul annuel moyen de précipitations est de 688 mm, avec 12,3 jours de précipitations en janvier et 8,9 jours en juillet. Pour la période 1991-2020, la température moyenne annuelle observée sur la station météorologique la plus proche, située sur la commune de Lesquin à 11 km à vol d'oiseau, est de 11,3 °C et le cumul annuel moyen de précipitations est de 740,0 mm,. Pour l'avenir, les paramètres climatiques de la commune estimés pour 2050 selon différents scénarios d'émission de gaz à effet de serre sont consultables sur un site dédié publié par Météo-France en novembre 2022.

## Urbanisme

### Typologie
Au 1er janvier 2024, Lannoy est catégorisée grand centre urbain, selon la nouvelle grille communale de densité à sept niveaux définie par l'Insee en 2022.
Elle appartient à l'unité urbaine de Lille (partie française), une agglomération internationale regroupant 60  communes, dont elle est une commune de la banlieue,,. Par ailleurs la commune fait partie de l'aire d'attraction de Lille (partie française), dont elle est une commune du pôle principal,. Cette aire, qui regroupe 201 communes, est catégorisée dans les aires de 700 000 habitants ou plus (hors Paris),.

### Occupation des sols
L'occupation des sols de la commune, telle qu'elle ressort de la base de données européenne d'occupation biophysique des sols Corine Land Cover (CLC), est marquée par l'importance des territoires artificialisés (100 % en 2018), une proportion identique à celle de 1990 (100 %). La répartition détaillée en 2018 est la suivante :
zones urbanisées (60,3 %), zones industrielles ou commerciales et réseaux de communication (39,7 %). L'évolution de l'occupation des sols de la commune et de ses infrastructures peut être observée sur les différentes représentations cartographiques du territoire : la carte de Cassini (XVIIIe siècle), la carte d'état-major (1820-1866) et les cartes ou photos aériennes de l'IGN pour la période actuelle (1950 à aujourd'hui).

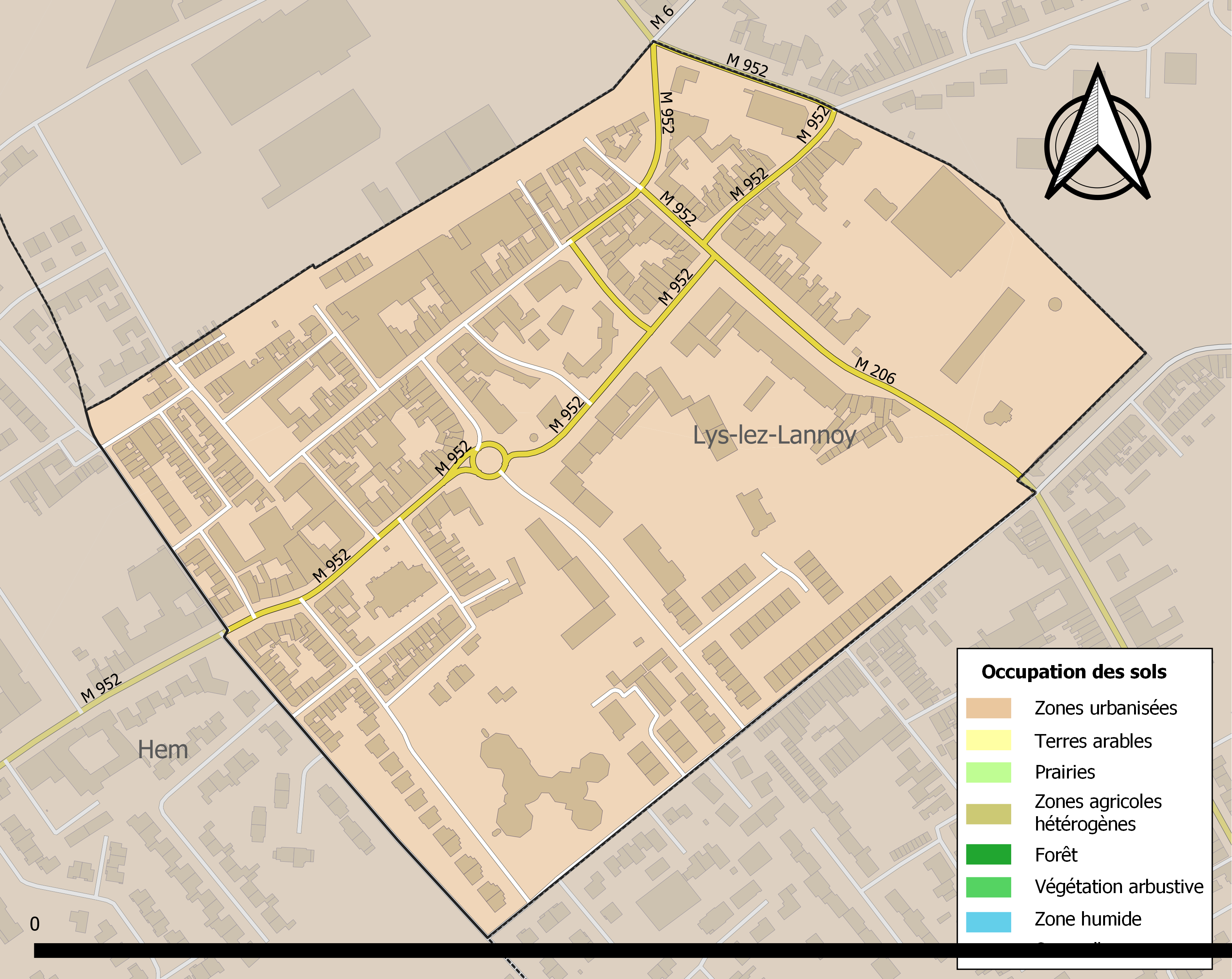
Carte des infrastructures et de l'occupation des sols de la commune en 2018 (CLC).

### Voies de communication et transports
Lannoy a possédé avec la commune voisine de Lys-lez-Lannoy une gare appelée Lannoy-Lys. Cette gare est édifiée en 1878 et détruite en 1983.
La commune est desservie, en 2023, par la Liane 3, les lignes 60E, 66, 78, 945, 967, 968 et par la ligne de transport à la demande 23R du réseau Ilévia.

## Toponymie
Le nom de la localité est attesté sous la forme Lannoit en 1233.
Le nom de Lannoy est une formation médiévale tardive comme l'indique la présence de l'article défini qui s'est agglutiné, c'est-à-dire l'Annoy. Annoy remonte à un type toponymique gallo-roman *ALSNETU (transcrit souvent sous la forme Alnetum dans les textes en latin médiéval), basé sur un radical *ALSNU « aulne », terme d'origine complexe et le suffixe -ETU (noté le plus souvent -etum) d'origine gauloise et latine, d'où le sens global d'« aulnaie ». L'évolution du suffixe -ETU en -oit, -oy est de type picard (cf. Quesnoy), alors que dans le reste du domaine d'oïl, c'est généralement l'évolution en -ey / -ay qui prévaut (d'où la forme féminine -ETA > -aie, cf. aulnaie)
*ALSNU > ausne est caractéristique de l'ancien français, alors qu'en toponymie, notamment picarde, on trouve souvent Anne- (cf. Annay, Pas-de-Calais ; Annois, Aisne ; Lannoy-Cuillère, Oise, etc.)

## Histoire
L'histoire de la commune a été étudiée par les membres de l'association historique « Lannoy-Lys-Toufflers ».
Cette ville n'était jadis qu'une parcelle de la ville de Lys ; on n'y voyait qu'une tourelle, tout au plus un petit château sous la protection duquel s'étaient groupés quelques habitants. Le seigneur Jean III de Lannoy (1410-1492) fit, en 1458, de l'aunaie une ville fortifiée du Ferrain dont il nous en reste que quelques tours de défense. L'aunaie donna son nom à une famille « Lannoy » qui occupa de hautes fonctions dans l'histoire des Pays-Bas.

### Les origines
On peut faire remonter l'origine du fief de Lannoy, à l'époque où fonctionnait déjà le régime féodal.
Lannoy était alors une seigneurie constituée, qui relevait de la baronnie de Cysoing. C'était un arrière fief de la Salle de Lille.
À une époque qui semble avoir suivi de près la première organisation féodale, une famille noble du pays donna son nom à la seigneurie de Lannoy. On les rencontre fréquemment dans les documents généalogiques et diplomatiques dès le XIe siècle.
On trouve de nombreuses mentions de chevaliers du nom de Lannoy avec de fréquentes variantes d'orthographe (tels que De Lannois, De Lannais, De Alnoi, De Alneto, Del Ausnoit, Del Aunoi), mais seul le personnage sur lequel pèse le moins d'incertitude est Mahaud ou Mahienne De Lannoy, héritière des biens de la Maison de Lannoy et Lys et souche connue de la famille qui porte ce nom.
Dans leurs rapports et dénombrements, les seigneurs de Lannoy ne séparent pas cette terre de celle de Lys, en un seul fief contenant 68 bonniers soit environ 964 hectares et s'étendant sur Toufflers, Hem et Sailly.
Il est presque certain qu'il s'agissait à l'origine de deux terres distinctes, dont la réunion antérieure au dénombrement de 1392 a donné une certaine importance et surtout plus de valeur aux terres dont les seigneurs de Lannoy portaient le nom.
Jean de Lannoy (de la Maison de Lannoy) dit "le Ramager", combat et trouve la mort lors de la bataille d'Azincourt en 1415
L'union de Lannoy et Lys en une seule et même terre féodale a duré jusqu'à la Révolution. L'édification du fief de Lannoy en une ville en 1458, n'a brisé ni l'unité du fief, ni aucun des liens qui rattachaient les deux localités.
La ville s'est nécessairement créée des intérêts particuliers qui ont donné naissance à la prévôté de Lannoy, mais l'ensemble est resté le Bailliage de Lannoy et Lys, qui s'étendait en outre au fief du Prêt, de Laoutre, du Troncquoy, des Boux et de Burie-Coucelles, ce dernier étant sur les terres de Roubaix.
Il faut savoir que les seigneurs de Lannoy ont d'abord habité à Lys où ils avaient fait bâtir une belle et ample demeure nommée La Cour, sur l'emplacement du fief de Chantraine, aujourd'hui la ferme Barbieux, touchant au triés de Lys et à l'église dudit lieu.
Lannoy fut parmi les grandes places fortes de la région.
En septembre 1867, par décision préfectorale sur suggestion du maire de Lannoy, les communes de Lannoy et de Lys-lez-Lannoy sont réunies et le nom du nouvel ensemble est Lannoy-Lys. Cette décision est annulée par le Conseil d'État le 14 février 1868,.

### Faits historiques
Lannoy fut, sous l'Ancien Régime, le chef-lieu d'un des « quartiers » de l'ancienne châtellenie de Lille : le Ferrain.
- Jean III de Lannoy (1410-1492) fut conseiller du duc de Bourgogne Philippe le Bon.
- En 1465, le seigneur Jean de Roubaix s'empara de Lannoy.
- En 1578, les « malcontents » sous la conduite d'Emmanuelle de Lalaing réussirent à s'y installer.
- En 1618, par aliénation, la seigneurie passe à Philippe de Mérode[23].
- En 1646, Lannoy fut prise par l'armée française, commandé par Condé.
- En 1708, lors du siège de Lille, Marlborough en fit son quartier général.
- De 1792 à 1793, elle changea plusieurs fois de mains : occupée par les ennemis coalisés contre la France en 1792[24]
- Le 5 avril 1794 le comte de Lannoy est guillotiné à Arras.
- Dès le XVIe siècle, Lannoy était une active et importante cité drapière. Les industriels Defrennes-Duplouy, Parent-Monfort s'y installèrent ainsi que les bureaux des usines situés sur Lys-lez-Lannoy.

### XVIIIesiècle
Jacques Adrien d'Haffrenghes (1707-1781), fils de Michel Pélagie d'Haffrenghes, écuyer, seigneur de La Bricque (sur Mentque-Norbécourt), d'Haffrenghes, bourgeois de Lille, échevin de Lille, et d'Isabelle Silvie Cardon, nait à Lille, jumeau de sa sœur Isabelle en mai 1707. Il est écuyer, seigneur de Lannoy, bourgeois de Lille le 26 mai 1753, premier conseiller pensionnaire des États de Lille, meurt à Lille le 20 septembre 1781. Il épouse à Lille le 19 février 1753 Marie Agnès Rosalie Wartelle, née à Lille en septembre 1727, fille d'Adrien Ignace, écuyer, seigneur de Lianne, et de Marie Marguerite Mairesse. Le couple a eu cinq enfants dont :
1. Jacques Philippe Henri Marie d'Haffrenghes, écuyer, nait en février 1759. Il émigre à Hambourg pendant la Révolution française. Amnistié le 15 fructidor an XI (2 septembre 1803), il reste à Hambourg où il réside encore en 1835.
2. Charles Ferdinand Joseph d'Haffrenghes qui suit[25].

Charles Ferdinand Joseph d'Haffrenghes (1761-1845), fils de Jacques Adrien , nait en août 1761. Il entre encore jeune dans la carrière militaire. Il émigre en 1790 pour servir dans l'armée de Condé. Il est décoré de la croix de Saint-Louis la même année. Il suit au Portugal le maréchal Charles du Houx de Vioménil. Il est retrouvé ensuite dans la région de Grenoble. Il est fait chevalier de la Légion d'honneur en 1816, et devient lieutenant-colonel d'infanterie. Louis XVIII le nomme baron héréditaire par lettres patentes du 4 décembre 1819. La même année, il est nommé adjoint ua maire d'Orléans. Il meurt à Paris le 8 août 1843. Il a épousé le 2 mai 1807 Anne Léontine Tranquille de Mazaucourt, fille de N. marquis de Mazaucourt, seigneur du Fresnoy. Son épouse décèdele 30 novembre 1845 à 76 ans. Le couple a eu un fils unique Charles Frédéric Joseph, baron d'Haffrenghes né le 18 mars 1808. Il meurt sans postérité après 1875. Il a épousé le 15 juillet 1834 Marie Léonie Cœuret de Nesle et habitait le château de Meslay près Vendôme.

### Histoire contemporaine
En 1808, on trouve à Lannoy un dépôt de sûreté, où on enferme les petits délinquants avant leur transfert en maison d'arrêt à Lille.
Le 21 janvier 1952, Eleanor Roosevelt, veuve du président des États-Unis Franklin Delano Roosevelt lequel descendait de la grande maison de Lannoy via Baudouin de Lannoy et son descendant Philippe de la Noye, en visite en France, passe par Lille, Roubaix et Lannoy.
Lannoy développe aujourd'hui son identité historique par l'ensemble de ses activités artistiques, sociales, intellectuelles, musicales, festive.
Quelques anciennes maisons, trois Tours restaurées, le Château de Courcelette (bâti au XIVe siècle et rebâti en 1800), et d'autres bâtiments anciens subsistent encore de nos jours parmi les nombreux espaces verts que compte la ville.

## Politique et administration

### Liste des maires
| Période                                  | Période                     | Identité                                              | Étiquette | Qualité                               |
| ---------------------------------------- | --------------------------- | ----------------------------------------------------- | --------- | ------------------------------------- |
| Les données manquantes sont à compléter. |                             |                                                       |           |                                       |
| 25 janvier 1790                          | 1790                        | Jacques Decherf                                       |           |                                       |
| 1790                                     | 1793                        | Jean-François Parent                                  |           |                                       |
| 1793                                     | 6 novembre 1795             | Joseph Renard                                         |           |                                       |
| 1795                                     | 6 novembre 1795             | Ferdinand de Grimonpont                               |           |                                       |
| 6 novembre 1795                          | 9 novembre 1799             | Cordonnier; Six; Duthoit; Rohart; Pottier; Delecroix. |           | Présidents municipaux                 |
| 18 brumaire de l'an IX                   | 1812                        | Jean-Baptiste Trentesaux                              |           | Fabricant                             |
| 1812                                     | 1815                        | Édouard Desbrochers                                   |           |                                       |
| 1815 durant les Cent jours               | 1815                        | Jean-Baptiste Vanghelle                               |           |                                       |
| 1815                                     | 1826                        | Édouard Desbrochers                                   |           |                                       |
| 1826                                     | 1830                        | Julien Béghin                                         |           |                                       |
| 1830                                     | 1835                        | Carlos Rennuit                                        |           |                                       |
| 1835                                     | 1861                        | César Parent                                          |           |                                       |
| 1861                                     | 1862                        | Jean-Baptiste Brame                                   |           |                                       |
| 1862                                     | 1870                        | Louis Deffrennes                                      |           |                                       |
| 1870                                     | 1875                        | Ernest Cannissie                                      |           | Négociant, adjoint au maire de Lille. |
| 1875                                     | 1881                        | Jean-Baptiste Deffrennes                              |           |                                       |
| 1881                                     | 1887                        | Julien Mullier                                        |           |                                       |
| 1887                                     | 1892                        | Édouard Parent                                        |           |                                       |
| 1892                                     | 1904                        | Oscar Bétremieux                                      |           |                                       |
| 1904                                     | 1919                        | Alfred Joly                                           |           |                                       |
| 1919                                     | 1936                        | Samuel Dujardin                                       |           |                                       |
| 1936                                     | 1944                        | Auguste Piat                                          |           |                                       |
| 1944                                     | 1947                        | Eugène Dupont                                         |           |                                       |
| 1947                                     | 1950                        | Arthur Liekens                                        |           |                                       |
| 1950                                     | 1959                        | Joseph Plouvier                                       |           |                                       |
| 1959                                     | 1965                        | Arthur Dupire                                         |           |                                       |
| 1965                                     | 1993                        | Henri Échevin                                         |           |                                       |
| 1993                                     | juin 1995                   | Albert Bourgois                                       |           |                                       |
| juin 1995                                | En cours (au 30 avril 2014) | Michel Colin                                          | DVD       |                                       |

### Instances judiciaires et administratives
La commune relève du tribunal d'instance de Lille, du tribunal de grande instance de Lille, de la cour d'appel de Douai, du tribunal pour enfants de Lille, du tribunal de commerce de Tourcoing, du tribunal administratif de Lille et de la cour administrative d'appel de Douai.

## Population et société

### Démographie

#### Évolution démographique
L'évolution du nombre d'habitants est connue à travers les recensements de la population effectués dans la commune depuis 1793. Pour les communes de moins de 10 000 habitants, une enquête de recensement portant sur toute la population est réalisée tous les cinq ans, les populations de référence des années intermédiaires étant quant à elles estimées par interpolation ou extrapolation. Pour la commune, le premier recensement exhaustif entrant dans le cadre du nouveau dispositif a été réalisé en 2004.

En 2022, la commune comptait 1 791 habitants, en évolution de +2,23 % par rapport à 2016 (Nord : +0,51 %, France hors Mayotte : +2,11 %).
| 1793  | 1800 | 1806  | 1821  | 1831  | 1836  | 1841  | 1846  | 1851  |
| ----- | ---- | ----- | ----- | ----- | ----- | ----- | ----- | ----- |
| 1 500 | 923  | 1 269 | 1 428 | 1 355 | 1 392 | 1 481 | 1 602 | 1 535 |

| 1856  | 1861  | 1866  | 1872  | 1876  | 1881  | 1886  | 1891  | 1896  |
| ----- | ----- | ----- | ----- | ----- | ----- | ----- | ----- | ----- |
| 1 600 | 1 638 | 1 820 | 1 842 | 1 906 | 1 985 | 1 925 | 1 945 | 1 929 |

| 1901  | 1906  | 1911  | 1921  | 1926  | 1931  | 1936  | 1946  | 1954  |
| ----- | ----- | ----- | ----- | ----- | ----- | ----- | ----- | ----- |
| 1 884 | 1 915 | 1 754 | 1 689 | 1 613 | 1 569 | 1 504 | 1 359 | 1 393 |

| 1962  | 1968  | 1975  | 1982  | 1990  | 1999  | 2004  | 2006  | 2009  |
| ----- | ----- | ----- | ----- | ----- | ----- | ----- | ----- | ----- |
| 1 268 | 1 182 | 1 362 | 1 262 | 1 674 | 1 726 | 1 707 | 1 672 | 1 713 |

| 2014  | 2019  | 2022  | - | - | - | - | - | - |
| ----- | ----- | ----- | - | - | - | - | - | - |
| 1 778 | 1 819 | 1 791 | - | - | - | - | - | - |

#### Pyramide des âges
La population de la commune est relativement jeune.
En 2018, le taux de personnes d'un âge inférieur à 30 ans s'élève à 37,2 %, soit en dessous de la moyenne départementale (39,5 %). À l'inverse, le taux de personnes d'âge supérieur à 60 ans est de 27,3 % la même année, alors qu'il est de 22,5 % au niveau départemental.
En 2018, la commune comptait 810 hommes pour 986 femmes, soit un taux de 54,9 % de femmes, largement supérieur au taux départemental (51,77 %).
Les pyramides des âges de la commune et du département s'établissent comme suit.
| Hommes | Classe d’âge | Femmes |
| ------ | ------------ | ------ |
| 1,5    | 90 ou +      | 4,4    |
| 6,6    | 75-89 ans    | 11,1   |
| 13,4   | 60-74 ans    | 16,7   |
| 17,4   | 45-59 ans    | 14,4   |
| 21,1   | 30-44 ans    | 18,5   |
| 19,8   | 15-29 ans    | 20,2   |
| 20,2   | 0-14 ans     | 14,6   |

| Hommes | Classe d’âge | Femmes |
| ------ | ------------ | ------ |
| 0,5    | 90 ou +      | 1,4    |
| 5,3    | 75-89 ans    | 8,1    |
| 14,8   | 60-74 ans    | 16,2   |
| 19,1   | 45-59 ans    | 18,4   |
| 19,5   | 30-44 ans    | 18,7   |
| 20,7   | 15-29 ans    | 19,1   |
| 20,2   | 0-14 ans     | 18     |

## Culture locale et patrimoine

### Lieux et monuments

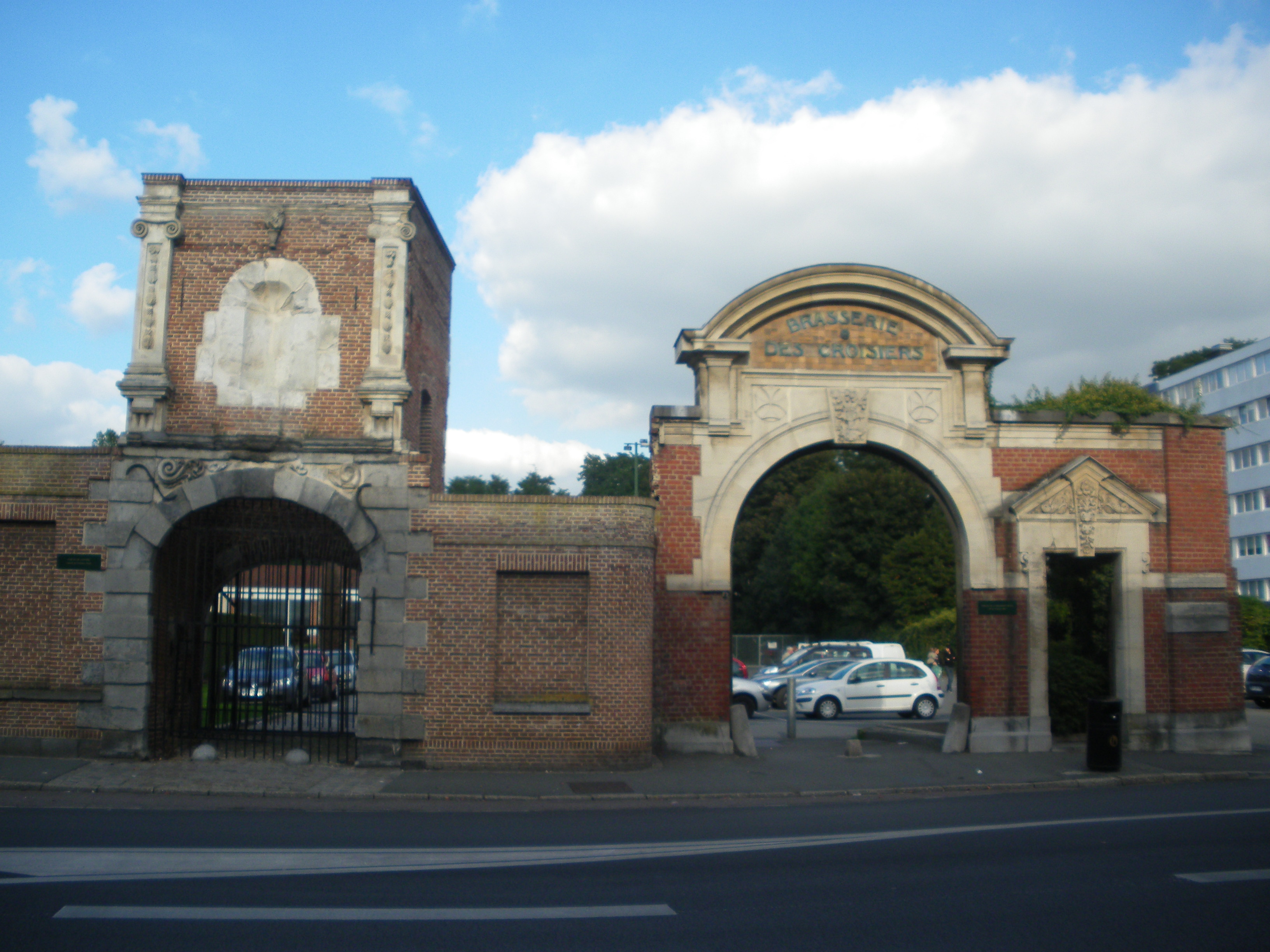
Vue de l'entrée de l'ancien couvent des Croisiers.

Lannoy est une Ville fleurie : trois fleurs.
- L'entrée de l'ancien couvent des Croisiers, 25 rue de Tournai, construction du XVIIe siècle inscrite à l'inventaire des monuments historiques en 1986[35] et la porte de la brasserie-malterie Mulle Gadenne édifiée sur le même site, inscrite à l'inventaire des monuments historiques la même année[36].

- L'église Saint Philippe datée de 1509[37].
- La tour dite cornière, vestige des anciens remparts datée de 1452.
- L'hôtel de ville reconstruit en 1743 sur les bases de la halle échevinale datant de 1490.
- Le château de Courcelette à Lannoy

### Bâtiments municipaux
- Salle de sport David Douillet
- Médiathèque Alexandre Jardin
- Salle des Fêtes Henri Echevin

### Personnalités liées à la commune

#### Famille de Lannoy
- Hugues Ier de Lannoy, seigneur de Lannoy et de Lys, mort en 1349.
- Hugues II de Lannoy (fils de Hugues Ier de Lannoy), qui achète en 1385 la seigneurie de Wattignies.
- Jean II de Lannoy, (fils de Hugues II de Lannoy), nommé gouverneur de Lille en 1410, mort à Azincourt en 1415.
- Guilbert de Lannoy, l'un des 24 premiers Chevaliers de la Toison d'or créée en 1430 par Philippe le Bon (père de Charles le Téméraire), duc de Bourgogne.
- Jean III, (fils de Jean II), organisateur du Banquet du faisan en 1437, pour lancer la nouvelle croisade en Terre sainte (elle n'eut pas lieu). Il fut le fondateur de la ville de Lannoy, fortifiée et nantie de privilèges dans les années 1450-1460. Confirmés par le roi Louis XI en 1463. En 1477, le même roi Louis XI confia une importante mission de négociation à Jean III pour déclencher le mariage entre la fille de Charles le Téméraire (Marie de Bourgogne, orpheline et donc convoitée) et le Dauphin de France. Cependant Maximilien d'Autriche emporta la décision. Ce mariage donna naissance à Charles Quint, l'empereur le plus puissant d'Europe au XVIe siècle, conquérant du Nouveau Monde découvert en 1492 (Christophe Colomb).

#### Autres personnalités
- François Ravlenghien, né rue du Haut-Jardin, linguiste et orientaliste du XVIe siècle, professeur de langue hébraïque à Cambridge et d'hébreu à l'université de Leyde aux Pays-Bas, imprimeur correcteur chez le célèbre imprimeur anversois Plantin et son gendre.
- Jean Piat, célèbre comédien, naquit rue de Tournai à Lannoy le 23 septembre 1924.
- Alfred Desenclos, compositeur et pianiste. Grand prix de la ville de Paris. Directeur du conservatoire de Roubaix, puis de Paris. Il habita 68 rue Nationale à Lannoy.
- Louis Joseph Ghémar, lithographe belge et photographe du gotha belge, est né à Lannoy le 8 janvier 1819.
- Le Sous-lieutenant Albert Aimé Joseph Parent, Chevalier dans l'Ordre national de la Légion d'honneur. Licencié es Lettres et officier d'Infanterie au cent soixante-deuxième RI. Né rue des Bouchers, olim débouchée, à Lannoy, le 25 janvier 1881. Fils d'Albert Auguste Joseph Parent, (Lannoy, Nord, 10 10bre 1848–idem, 14 juillet 1921) manufacturier, et d'Isabelle Françoise Delfosse, (Roubaix, Nord, 2  8bre 1848-Lannoy, idem, 14 9bre 1881). Mort pour la France tué à l'ennemi au bois de la Gruerie au cours de la bataille de La Harazée- en-Argonne**, dans la Marne, le 22 janvier 1915[38].
- Les bisaïeuls du Général Louis Faidherbe, sont de Lannoy. Joseph Monnier y est né le 23 7bre 1690 et y est mort le 25 10bre 1754. Il était marié avec Séraphine Grimonpont, née en 1692 à Lannoy où elle mourut le 3 janvier 1752. Le quadrisaïeul du général, Charles Alexandre Monnier, né à Lannoy en 1628, était tanneur, greffier et échevin de Lannoy de 1653 à 1660. Il s'était marié à Lannoy en 1648 avec Michelle Delerue, fille de Philippe Delerue censier et lieutenant d'Hem.
- Franklin Delano Roosevelt, 32e président des États-Unis d'Amérique, descendant direct de Jan Delano, né Jean de Lannoy en 1575 à Tourcoing,et de Marie Mahieu de Lille, la famille protestante ayant ensuite émigré à Leyde (Leiden) aux Pays-Bas, puis vers la colonie britannique du Massachusetts.
- Maurice Herbaux (1890-1926), sculpteur, y est né.

### Héraldique
|  | Les armes de Lannoy se blasonnent ainsi :« D'argent à trois têtes de chiens clabauds de sable. » Devise : « Sigilum ad causas urbis lanoiensis ». |

Le premier septembre de l'an 1459, Philippe le Bon, duc de Bourgogne, octroya à Lannoy, comme à une bonne ville, un scel propre, ou scel aux causes de l'échevinage.
La ville fit graver sur son scel : Sigilum ad causas urbis lanoiensis, un écu d'argent à trois têtes de chiens clabauds de sable.
À la fin du XVIIe siècle, ces armoiries furent officiellement enregistrées dans l'armorial général de France.
Une légende se rattache à l'origine de ces armoiries. On dit qu'une nuit, la ville de Lannoy fut sur le point d'être surprise par l'ennemi et que des chiens, par leurs longs aboiements, donnant l'éveil, sauvèrent les habitants du sac et du pillage et qu'en mémoire de ce fait, la ville adopta trois têtes de chiens pour emblème.

## Pour approfondir